# Cleora gypsochroa
Cleora gypsochroa là một loài bướm đêm trong họ Geometridae.